# قائمة المليارديرات القبرصيين
قائمة فوربس التالية للمليارديرات القبرصيين مبنية على تقييم سنوي للثروة والأصول جمعته ونشرته مجلة فوربس في عام 2019.

## 2019 مليارديرات قبرص
| الترتيب في قبرص | اسم                 | المواطنة       | صافي الثروة (بالدولار الأمريكي) | مصادر الثروة                      |
| --------------- | ------------------- | -------------- | ------------------------------- | --------------------------------- |
| 1               | Vasehh K. Jr        | قبرص · إنجلترا | 43.7 مليار                      | البيع                             |
| 2               | كريسوس - رودريغز    | قبرص           | 10.8 مليار                      | الشحن                             |
| 2               | تيدي ساجي           | قبرص · إسرائيل | 10.8 مليار                      | بلايتك                            |
| 3               | أوليغ ديريباسكا     | قبرص · روسيا   | 3.8 مليار                       | عنصر أساسي                        |
| 4               | ياكير جباي          | قبرص · إسرائيل | 3.7 مليار                       | Aroundtown SA                     |
| 5               | الكسندر بونومارينكو | قبرص · روسيا   | 3.2 مليار                       | شيريميتيفو                        |
| 6               | سوات جونسيل         | قبرص           | 1.8 مليار                       | جامعة الشرق الأدنى, جامعة كيرينيا |
| 7               | كليليا حاجي يوانو   | قبرص           | 1.1 مليار                       | ايزي جيت                          |
| 7               | بوليس حاجي يوانو    | قبرص           | 1.1 مليار                       | إيزي جيت, ناقلات بوليار           |
| 7               | نيكيتا ميشين        | قبرص · روسيا   | 1.1 مليار                       | جلوبال ترانس                      |
| 10              | ايوانيس "جون" بيساس | قبرص           | 1 مليار                         | جون إندستريز                      |

## روابط خارجية
- فوربس المليارديرات في العالم حسب الدولة: قبرص